# Filip Ugrinic
Filip Ugrinic (sinh ngày 5 tháng 1 năm 1999) là một cầu thủ bóng đá người Thụy Sĩ thi đấu cho FC Luzern.

## Sự nghiệp quốc tế
Ugrinic là cầu thủ trẻ quốc gia của Thụy Sĩ thi đấu ở các cấp độ U-18 và U-19.

## Đời sống cá nhân
Ugrinic là người gốc Serbia.